# Trojno povečana tristrana prizma
| Trojno povečana tristrana prizma | Trojno povečana tristrana prizma |
| -------------------------------- | -------------------------------- |
|                                  |                                  |
| Vrsta                            | Johnsonovo telo J50-J51-J52      |
| Stranske ploskve                 | 2+2x6 trikotnikov                |
| Oglišča                          | 9                                |
| Robovi                           | 21                               |
| Konfiguracija oglišča            | 3(34) 6(35)                      |
| Grupa simetrije                  | D3h                              |
| Dualni polieder                  | asociaeder K5                    |
| Lastnosti                        | konveksna, deltaeder             |
| mreža telesa                     |                                  |

Trojno povečana tristrana prizma je eno izmed Johnsonovih teles (J51). Kot že ime nakazuje ga dobimo s tem, da pritrdimo kvadratno piramido (J1) na vsako od treh ekvatorialnih stranskih ploskev tristrane prizme. Je deltaeder.

## Dualni polieder
Dualno telo trojno povečane tristrane prizme je asociaeder reda 5. Zgornja prosojna kaže slike treh kvadratov in šestih skladnih nepravilnih petkotnih stranskih ploskev. Robovi so obarvani, da lahko ločimo tri različne dolžine.